# یوکوهاما مارو (۱۹۱۲)
یوکوهاما مارو (۱۹۱۲) (به انگلیسی: Yokohama Maru (1912)) یک کشتی بود که طول آن ۴۰۶ پا (۱۲۴ متر) بود. این کشتی در سال ۱۹۱۲ ساخته شد.